# Temps de Hubble
Pour les articles homonymes, voir Hubble.
 (janvier 2024).
Si vous disposez d'ouvrages ou d'articles de référence ou si vous connaissez des sites web de qualité traitant du thème abordé ici, merci de compléter l'article en donnant les références utiles à sa vérifiabilité et en les liant à la section « Notes et références ».
En relativité générale et en cosmologie, le temps de Hubble correspond à l'échelle de temps caractéristique d'un univers en expansion constante ; en pratique, l'âge de l'Univers peut être approximé par le temps de Hubble,,,.
Le temps de Hubble {\displaystyle t_{H}} se déduit du paramètre de Hubble (ou constante de Hubble) {\displaystyle H_{0}} par la formule simple :
{\displaystyle t_{H}={\frac {1}{H_{0}}}}.
Si l'on exprime comme de coutume la constante de Hubble en kilomètres par seconde et par mégaparsec sous la forme
{\displaystyle H_{0}=100\,h\;{\rm {km}}\cdot {\rm {s}}^{-1}\cdot {\rm {Mpc}}^{-1}},
où h est un nombre sans dimension, aujourd'hui estimé à 0,7, alors le temps de Hubble vaut :
{\displaystyle t_{H}=9,78\times 10^{9}\,h^{-1}\;} années.
En prenant la valeur h = 0,7, on obtient environ 14 milliards d'années.

## Calcul
Voir référence 3 : Kim Coble, Kevin McLin, & Lynn Cominsky, "The Age of the Universe " 
Si  H0 = 70 / Km / s / Mpc, alors quel est l'âge de l'Univers ?
Concept : t0 = 1 / H0
Pour convertir cette donnée en âge, nous devons convertir la constance de Hubble en unité secondes.
Dès lors que 1 Mpc = 3,0856 x 1019 Km, 
H0 = (70 / Km / s / Mpc) x (1 Mpc / 3,0856 x 1019 Km) = 2,2685 x 10-18 1 / s.
Alors l’âge de l’univers est,
t = 1 / H0 = 1 / 2,2685 x 10-18 1 / s  = 4,4081 x 1017 s = 13,97 milliards d’années.
Soit :
1. H0 = 70 km·s -1 Mpc -1 x (1 Mpc / 3,0856 x 1019 km) = 2,2685 x 10- 18 1 / s .
2. t0 = 1/H0 = 1/ 2,268 545 x 10- 18 = 4,408 110 x 1017 = 440 811 083 100 000 000 secondes
3. Conversion de l'âge de l'univers en années : 1 année (365,25 jours) = 40 811 083 100 000 000 s / 31 557 600 s = 13 968 460 310,67 années.
4. Conversion de l'âge de l'univers en milliards d'années : = 13 968  460 310 / 109  = 13,97, arrondi à 14 milliards d'années.

Pour calculer l’âge de l’Univers, en temps de Hubble, pour d’autres valeurs de H0, la solution la plus rapide consiste à utiliser un calculateur spécialisé.

## Temps de Hubble et modèle cosmologique
La relation entre l'âge de l'univers en temps cosmique et le temps de Hubble dépend du modèle cosmologique considéré. Par exemple, dans un scénario de type Big Bang sans constante cosmologique, l'âge de l'univers observable est égal à 2/3 du temps de Hubble (voir Équations de Friedmann). En présence de constante cosmologique, ce chiffre augmente. Quand le paramètre de densité de la constante cosmologique atteint 0,7 (valeur communément admise pour notre univers), alors l'âge de l'univers atteint un temps de Hubble.
Cette égalité du temps de Hubble, si H0 = 70, et de l’âge de l’Univers dans le modèle ΛCDM (avec ΩΛ ∼ 0,7), soit H0t0 = 1, équivaudrait à dire que l'âge de l'Univers est égal au temps de Hubble, qui correspond à un Univers s'étendant à un rythme constant depuis le Big Bang, alors même que l’Univers, dans le modèle ΛCDM, a été en décélération pendant ses 9 premiers milliards d’années d’existence puis est en expansion depuis ses 5 derniers milliards d’années. Ce résultat paradoxal est appelé le problème de synchronicité. Il est à souligner que pour toute autre époque, dans le passé ou le futur, l'âge de l'Univers n’est pas aussi proche du temps de Hubble qu'il ne le semble aujourd'hui.